# 圣雅纳略皇家小堂

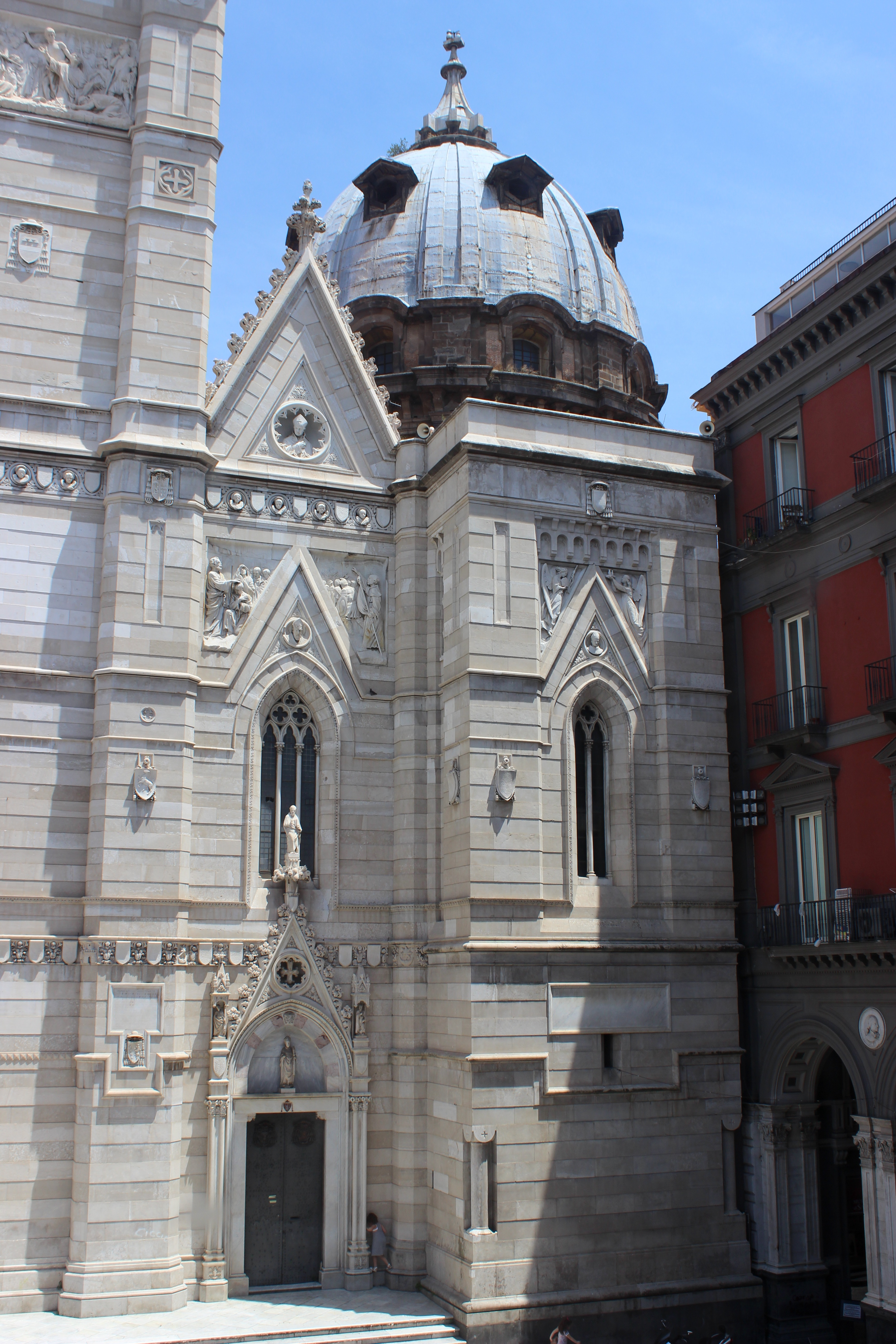
圣雅纳略皇家小堂的穹顶，里亚里奥·斯福尔扎广场（Piazza Riario Sforza）

圣雅纳略皇家宝藏小堂（意大利语：Reale cappella del Tesoro di San Gennaro）是那不勒斯主教座堂内的一个小堂，位于意大利那不勒斯，供奉那不勒斯的主保圣人圣雅纳略。这是主教座堂内装饰最为华丽的小堂，堂内均为那不勒斯首屈一指的巴洛克艺术家的作品。

## 历史

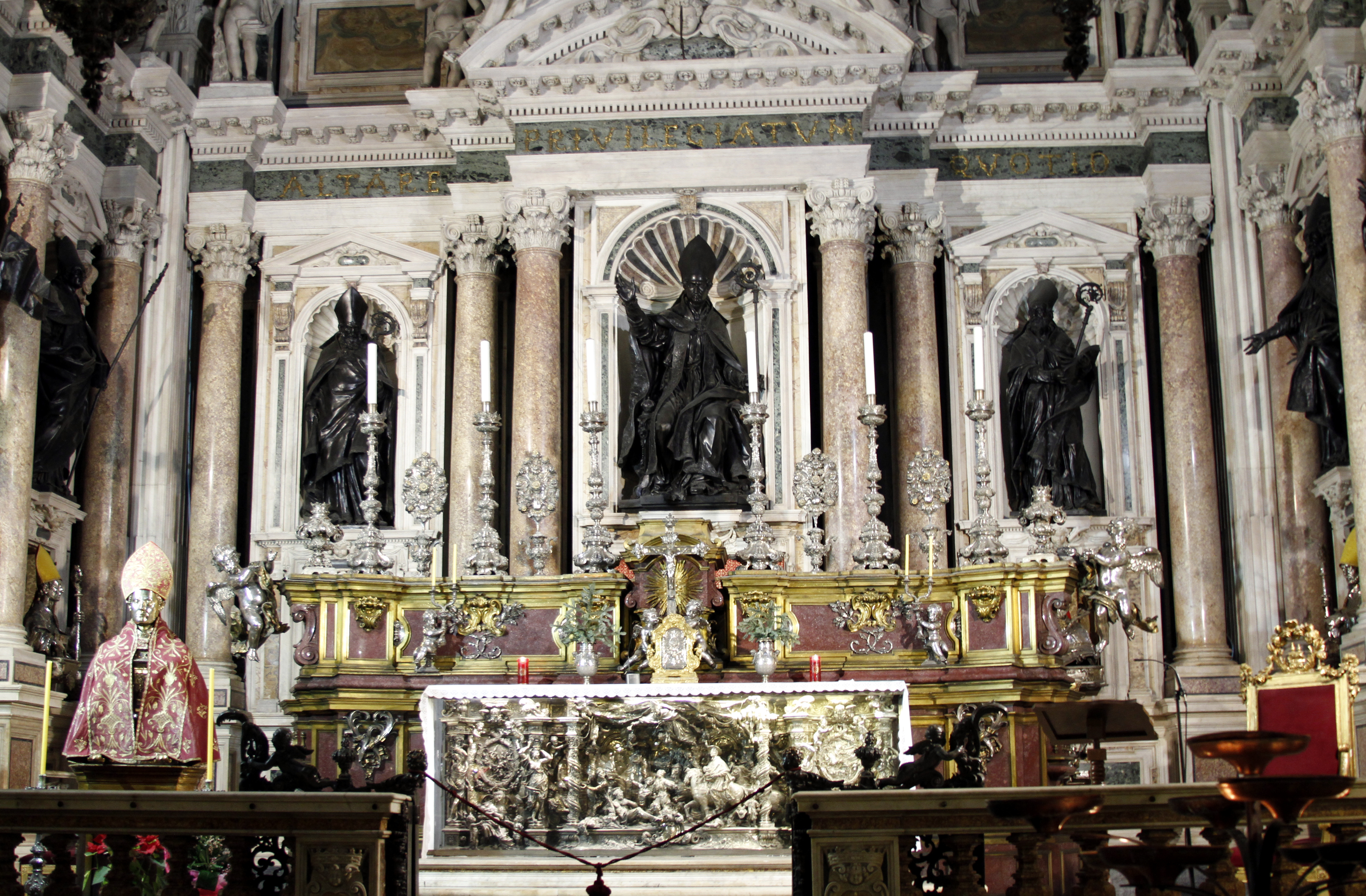
祭台

在1526至1527年间，那不勒斯经历了法国的围攻、死灰复燃的黑死病，以及维苏威火山喷发及伴随的地震。幸存下来的那不勒斯人为了还愿，要为他们的主保圣人圣雅纳略建造一座小堂。他们在1527年1月13日签署的一份公证文件中，承诺提供一千达克特用于建造新的小堂。
1601年2月5日，该市任命了由12名平信徒组成的委员会，负责建造小堂。工程开始于1608年，于1646年完工。费用超过48万斯库迪。工程一度推迟，因为总主教方济各·邦孔帕尼枢机强烈反对委员会不受教区的管辖，尽管教会并未提供建造资金。1605年，他们得到保禄五世的教宗诏书，又开始建造。几个世纪后，那不勒斯加入意大利王国后，小堂不在国家没收的宗教建筑名单之列。
根据教宗诏书，圣雅纳略皇家小堂并不属于教区管辖，而是属于那不勒斯市，由一个古老的机构代表，这个机构今天仍然存在，代表从那不勒斯的各区选出。
在17和18世纪，教堂也被用于音乐活动，多米尼科·奇马罗萨、乔万尼·帕伊谢洛、弗朗西斯科·杜兰特、亚历山德罗·斯卡拉蒂和查尔斯·布罗斯基等大师都曾来此献技。

## 绘画

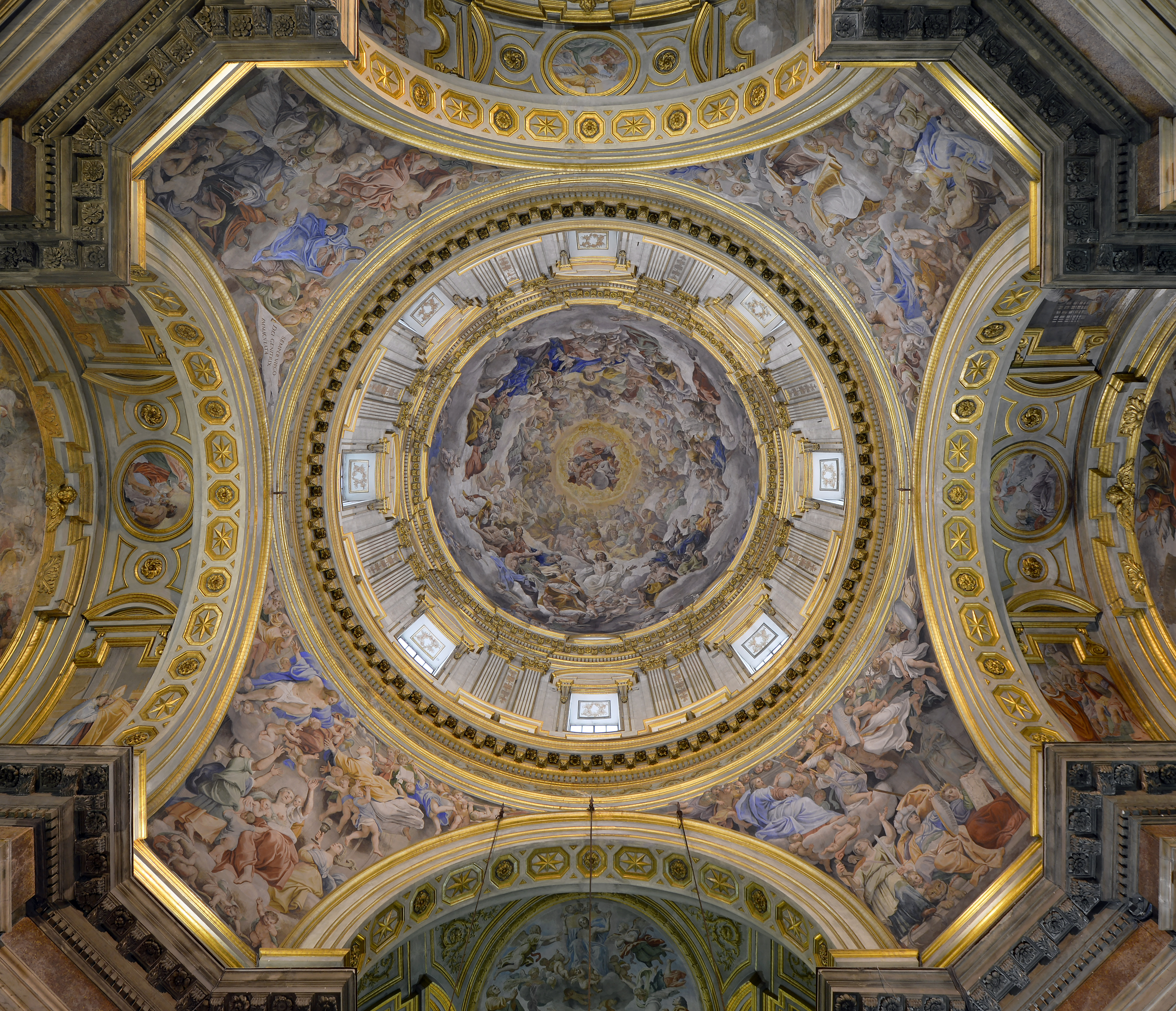
多梅尼基諾的穹顶湿壁画

选择和安排绘画是一个传奇故事，其中涉及17世纪初罗马和那不勒斯的许多顶级画家。负责建造和装饰小堂的代表最初将小堂的绘画委托给朱塞佩·切萨里，克勉八世和保禄五世两位教宗在位期间，这位画家在罗马很受欢迎。请求于1616年提出，合同于1618年3月7日签署，但切萨里迟迟没有搬到那不勒斯，委员会在1620年撤销了合同，准备与圭多·雷尼签约。雷尼在就付款问题讨价还价后，拒绝了这个任务。雷尼听说当地画家威胁要暗杀他的谣言，于是逃走了。最终签约的是画家法布里齐奥·桑塔费德（Fabrizio Santafede），他与巴蒂斯泰洛·卡拉乔洛（Battistello Caracciolo）以及雷尼的博洛尼亚学生弗朗切斯科·格西（Francesco Gessi）合作，提出了一个设计建议。然而，委员会对该计划并不满意。不久之后，桑塔费德去世了，卡拉乔洛和格西的团队也被解雇了。
1628年12月2日，他们又递交了新的设计方案，这一次那不勒斯当地的画家也参与了。但是所有的方案均无一令人满意。1630年，代表们肯定了画家多梅尼基諾（多梅尼科·赞皮耶里）的一幅样画，他和雷尼一样，曾是安尼巴莱·卡拉奇在罗马的学生。他们请他提交一幅描绘圣雅纳略殉道的画作（现藏于圣雅纳略博物馆）。代表们对提交的画作感到满意，于1631年聘用了多梅尼基諾。
多梅尼基诺完成了小堂的大部分湿壁画，共有四幅: 《1527年那不勒斯人的誓言》、《圣雅纳略与基督相会在天堂般的荣耀里》、《圣母为那不勒斯代祷》以及《圣雅纳略主保、阿格里皮纳和阿涅洛院长》。他还在三个弦月窗和拱门上画了《圣雅纳略的生平事迹》。多梅尼基诺画的四幅巨大的祭坛画是：《圣雅纳略斩首》、《用油灯治愈体弱者的奇迹》、《圣徒墓中的体弱者》以及《死人复活》。多梅尼奇诺于1641年4月6日突然去世。几个月后，接替他的是卡拉奇在罗马的另一个学生乔瓦尼·兰弗兰科（Giovanni Lanfranco）。然而，1646年6月6日，代表们决定请当地画家马西莫·斯坦齐奥内（Massimo Stanzione）完成多梅尼基诺未完成的祭坛画《痴迷的奇迹》。最终，斯坦齐奥内的作品未被接收，他们又委托胡塞佩·德·里贝拉，他画了《圣雅纳略毫发无损出火炉》。

## 建筑和雕塑[5]
小堂的设计委托给神職界修會神父和建筑师方济各·格里马尔迪, 他一直活跃于设计教堂，包括上智之座圣母堂、大圣保禄圣殿以及圣安德肋堂（Sant'Andrea delle Dame）。为了完成圣雅纳略小堂，拆除了好几栋建筑，包括一些住宅、一些小堂和圣安德肋堂。小堂为希腊十字平面，有一个穹顶。
在内部，弗朗西斯科·索利梅纳完成了斑岩祭坛（1667年），由乔万·多梅尼科·维纳西亚镶了银边。在祭坛后面，卡洛斯二世在1667年捐赠的两个带银门的壁龛里，保存着盛放圣雅纳略血液的小瓶。圣雅纳略半身像由三位普罗旺斯金匠用金银制作，由卡洛二世捐赠于1305年。入口两侧的圣伯多禄和圣保禄大型青铜雕塑，由吉安·洛伦佐·贝尼尼的一个学生朱利亚诺·菲内利创作。小堂的大理石装饰按照格里马尔迪的设计方案，开始于1610年，在克里斯托弗·蒙特罗索的指导下完成。小堂的铜门由科西莫·范扎戈于1630年设计，取代了约翰·贾科莫·康福托在1628年建造的门。
此外还有五十四个半身像，均为全银。湿壁画出自多梅尼基诺、乔瓦尼·兰弗兰科和胡塞佩·德·里贝拉之手。